# Усора (област)
Усора је историјска област око истоимене ријеке на сјеверу данашње Босне и Херцеговине. Област се простире на територији од Кулаша и Прњавора на западу, Сребреника и Лукавца на истоку, ријеке Саве на сјеверу и Жепча на југу.
Усора је од 7. вијека до смрти кнеза Часлава Клонимировића у била у саставу самосталне српске државе. Послије је ушла у састав Угарске. Усору и Соли је на управу добио бивши српски краљ Драгутин који је владао овдје као угарски вазал. Њега је наследио син Владислав. После Владислављеве смрти, Усору и Соли заузео је босански бан Стефан II Котроманић.
У Усори су се налазиле многе важне тврђаве и градови, од којих су најпознатији Добој, Сребреник, Добор, Глаз, Соко, Тешањ и Маглај. Она је такође најчешће била поприште битака између Угарске и Босне. Најпознатије битке су битка код Сребреника (1363), битке код Добора (1394. и 1408) и битка код Добоја (1415).

## Усора у раном средњем веку
Назив "Босна" по први пут се јавља средином 10. века у "Спису о народима" (De administrando imperio) византијског цара Константина VII Порфирогенита (913-959). У време када се први пут спомиње, Босна представља само географски појам. Нема података о евентуалном архонту Босне. Константин је савременик српског кнеза Часлава Клонимировића из династије Властимировића. Босну помиње као део Чаславове државе. Порфирогенит набраја насељене градове у српским земљама у приморју и у унутрашњости. У приморју набраја седамнаест градова, док у унутрашњости набраја осам градова: Дестиник, Чернавуск, Међуречје, Дреснеик, Лесник, Салинес и у области Босне Котор и Десник.
Након смрти Часлава Клонимировића, земља Босна издваја се као самостална држава. Међутим, Босна, према Барском родослову, улази у састав средњовековне Хрватске отприлике у исто време када је умро бугарски владар Петар. Освојио ју је хрватски владар Крешимир. Крајем 10. века опљачкао ју је македонски цар Самуило. Након Василијеве реокупације 1018. године, византијску власт свакако је признавала и Босна. Босански бан је помагао Византији у борби са кнезом Војиславом. Краљ Бодин, Војиславов унук, наметнуо је своју власт и земљама у унутрашњости — Рашки и Босни. Тамо је поставио за владара кнеза Стефана од кога је узео заклетву верности. До 1138. године Босна је под влашћу Угарске.
Босански бан Борић као угарски вазал ратује против византијског цара Манојла Комнина средином 12. века. Усора, као и Соли, налазе се у саставу Борићеве бановине. Борић се касније умешао у борбе око угарског престола. Цар Манојло искористио је борбе око угарске круне да предузме поход и заузме Босну. Већ у лето 1165. године Босна улази у састав интитулације цара Манојла. Под византијским окриљем владавину је започео бан Кулин (1189-1204). У саставу Кулинове државе такође се налазила област Усора. Током Кулинове владавине Босна је била подељена на више "земаља" којима су управљали чесници. Слична титула (удеони кнез) постојала је и у Србији под Стефаном Немањом. Чесници су били чланови владарске породице. Матична и најстарија земља око које се развила босанска држава јесте "земља Босна", у долини истоимене реке. Средишња жупа земље Босне била је жупа Босна која се 1244. године дели на две мање жупе: Врхбосну и жупу Босну у ужем смислу. Земља Босна граничила се за земљама Доњи Краји (долина реке Врбас), земља Подриње (формирана до краја 14. века), земља Дрина (доњи ток Дрине) и Усора и Соли, које су обухватале највећи део данашње северне Босне. Поменуте земље се у писаним изворима први пут јављају 1225. године.

## Настанак земље Усоре
Најранији помен Усоре је из 1225. године. Усора се, заједно са Солијем, помиње у преписци између папе Хонорија III и калочког надбискупа Угрина. Папа се у писму захваљује надбискупу што је донео одлуку о уништавању јеретика у Босни, Усори и Соли, на подстицај папског легата Аконција. Својим другим писмом, Хонорије је потврдио одлуку угарског краља Андрије II (1205-1235) да калочком надбискупу повери задатак очишћења Босне, Соли и Усоре (terras quasdam, videlicet Bosnam, Soy et Wossora) од јеретика. На овим просторима требало је да се успостави јурисдикција калочке надбискупије. Међутим, иако је Андрија Арпад обећао да ће покренути прави крсташки рат против босанских јеретика, рат је изостао. Било је то време које је уследило након доношења Златне буле из 1222. године; време хладних односа Угарске и католичке цркве.
Богумилство је, међутим, било раширено по читавој Босни и није га било лако искоренити. Бан Матеј Нинослав се 1233. године жали папи Гргуру IX (1227-1245), Хоноријевом наследнику, да он, иако није наклоњен јеретицима као његови претходници, није у стању да јеретичкој властели одузме поседе. Јеретичка властела подржавала је богумилство јер је католичка црква, са својим поседима, била значајан конкурент и препрека у ширењу њихових поседа. У последњем папином писму упућеном доминиканцима тражи се да се ослободи банов рођак, вицебан Пријезда, кога су доминиканци држали у заробљеништву. Ово је јединствени случај помена титуле вицебана у средњовековним босанским изворима. Највероватније је реч о латинском преводу титуле удеоног кнеза. Пријезда би могао управљати Доњима Крајевима, док би се власт Матеја Нинослава простирала на земље Босну, Усору и Соли. Угарски херцег Коломан продире у Босну и оснива Босанску бискупију са центром у Ђакову. Босанска дијецеза била је потчињена Калочкој надбискупији. Како је поражен на бојном пољу, Матеј Нинослав је одлучио да католичку дијецезу сам обдари поседима у Усори уз одобрење да се црквени десетак прикупља у Усори, Доњим Крајевима и Солију, као што је то обичај у осталим католичким бискупијама.

## Бановина Усора и Соли
Средина 13. века период је затегнутих односа између Угарског краљевства и Босанске бановине. Угарски краљ Бела IV (1235-1270) жали се папи Иноћентију IV (1243-1254) како је приморан да ратује у Босни. Угарски притисак на Босну ишао је са севера, али и са југа, од стране хумског кнеза Радослава (унука хумског кнеза Мирослава, Немањиног брата). Ток ратних операција није познат, али је резултат био веома значајан — Бела је заузео делове земаља Усоре и Соли (1254). Средина 13. века период је настанка угарских бановина. Заплашен угарским продорима, са жељом да обезбеди границе својих држава, Бела је приступио формирању система бановина чија функција одговара функцији "крајине" односно "крајишта" у српској држави. Бела је на југу своје државе формирао четири бановине: бановину Усору и Соли, Мачванску бановину, Кучевско-браничевску и Северинску бановину. Мачванска бановина настала је још 1247. године. Угарски краљ доделио ју је на управу руском кнезу Ростиславу Михаиловићу, сину Михаила Черниговског. Ростислав се под притиском Монгола и осталих руских кнежева склонио почетком 1240-их година у Угарску где се оженио Белином ћерком Аном. Бановина Усора и Соли, која је обухватала простор од ушћа Врбаса на западу до ушћа Колубаре на истоку, такође је прикључена територији Ростислава Михаиловића.
У титули Ростислава Михаиловића званично се не помиње ни Усора и Соли. Он је "дукс Галиције и господар Мачве" (dux Gallicie et dominus de Machou). Његова власт у Мачви ослањала се на традицију сремског кнештва Јована Анђела, сина угарске принцезе Маргарите (Марије) и византијског цара Исака II Анђела. Ана, супруга Ростислава Михаиловића, носила је титулу "кнегиње Галиције и Босне и Мачве" (Ducissa Gallicie ac de Bozna et de Mazo domina). Под Босном се овде подразумевају земље Усора и Соли. Власт Матеје Нинослава сведена је на земље Босну и Доњи Краји. Кнегињу Ану наследио је син Бела Ростисављевић. Бела је био на челу Мачванско-усорског кнештва до своје смрти 1272. године. Ратовао је против српског краља Уроша I који том приликом пада у заробљеништво. Тадашњи краљ Ладислав IV Куманац и његова мајка Јелисавета били су играчке у рукама угарске властеле. Власт над Мачвом, Усором и Соли предавана је у руке моћних кнежева о чему сведоче бројне повеље из периода од 1272. до 1280. године. Смењују се Роланд Ратот, Хенрик Гисинговац, Егидије од Мославине, Угрин Чак, извесни Јан и Иринеј. Изричит помен "бановине Усоре и Соли" помиње се у титули Гисинговца од новембра 1272. до априла 1273. године када се он титулише као "banus de Wozora et de Sou" и Иринеја (bano de Sow etdeWozora). У осталим случајевима Усора и Соли наводе се као Босна. Јелисавета је у својим рукама 1280. године објединила власт над Мачванско-усорском бановином. Последњи пут се са титулом кнегиње Мачве и Босне Јелисавета помиње 11. јула 1284. године. Тада је ове територије уступила сремском краљу Драгутину.

## Драгутинова владавина
Мачва се у 13. веку називала и Сремском земљом. Под Сремом се тада подразумевала област између Саве и Дрине, тј. данашња Мачва и Колубара. Иако Угари нису више користили назив „Онострани Срем“ код Срба се још увек користио стари назив те је стога у домаћим изворима Драгутин познат и као „сремски краљ“. Београд је тада по први пут ушао у састав српске државе. Иако је Драгутинова резиденција била у Дебрцу, он је први српски владар који је повремено резидирао у Београду.
Почетком последње деценије 13. века је папа Никола IV упутио писма Драгутину, Милутину и Јелени у којима их је позивао да своју земљу и народ преведу у католицизам. Преговори папске курије и Драгутина су настављени. Драгутин је владао североисточном Босном у којој је била укорењена богумилска јерес. Драгутин је настојао искоренити богумиле због чега је од папе тражио да у Босну пошаље мисионаре који ће на народном језику радити на сузбијању богумилства. Папа је послао два искусна фрањевца.
О Драгутиновој власти над Усором и Соли сведоче и доста познији извори. Реч је о родословима међу којима је најстарији Копорињски родослов писан после смрти цара Уроша (1371), а затим и Врхобрезнички и Пејатовићев родослов, оба писана у 17. веку. У њима се наводи да је Драгутин држао "сремску земљу и ускорскују". Соли се не помиње као посебна земља јер се она до половине 14. века налазила у саставу Усоре. Драгутинова ћерка била је удата за Стефана I Котроманића. Стефан је био наследник Пријезде који је умро око 1290. године. На власт је дошао између 1287. и 1290. године заједно са својим братом, Пријездом II. Међутим, десетак година касније избија грађански рат у Србији између Милутина и Драгутина. Њиме се користио хрватски кнез Павле I Шубић да своју власт прошири на Босну. Језгро територије Шубића била је брибирска жупа. Међутим, користећи се грађанским ратовима у Србији и Угарској, Павле I шири до 1299. године своју власт и на Босну преузевши титулу "господара Босне". Стефан Котроманић изгубио је подршку свога таста, заузетог ратовањем са Милутином. На банском престолу се, поред Стефана, налазио Павлов брат Младен I (1302-1304). Он је погинуо септембра 1304. године у сукобу са босанским јеретицима којима је помоћ вероватно пружио и кнез Доњих Крајева, Хрватин Стјепанић. Павле је на бански престо, након успешног продора у Босну, поставио свог млађег сина Младена II. Младен је 1306. године заробљен у сукобу са краљем Милутином. Одржан је састанак на коме је Младен ослобођен, а Шубићи дали заклетву да ће се повући из Хумске земље којом су управљали преко кнеза Константина Нелипчића.
Из периода 1290—1310. године не постоје подаци о деловању грађанских ратова на земље Усору и Соли. Хрватинићи су, под Хрватином Стјепанићем, започели свој успон док се породица Бабонић шире у жупама Врбању, Земунику и Бањици, а од 1314. године и у Усори. Међутим, у повељи којом се поседи у Усори деле између Бабонића и славонских великаша помињу се "истински господари Усоре" под којима се вероватно подразумевају сремски краљ Драгутин и његов син Стефан Владислав II коме је 1292. године Карло Мартел Анжујски дао титулу бана Славоније. У ово време Усора и Соли захваћене су процесом феудализације. Настају најстарије властеосле породице. Драгутин је владао Солијем до своје смрти 1316. године. Пре тога је на сабору предао власт своме сину Владиславу. У једном тренутку, убрзо након Драгутинове смрти, Милутин је затворио Владислава и преузео његову област. Драгутинове земље су од тада па све до краја 14. века постале јабука раздора у односима између Србије и Угарске. Тиме је Владислав уклоњен као један од могућих наследника краља Милутина.

### Крај српске власти
Милутин је умро у Неродимљи након краће болести 1321. године. Није познато где су се у том тренутку налазили Милутинови синови. Од свих Милутинових и Драгутинових наследника кандидат за престо је био само Милутинов син Константин. Урошиц је умро, Стефан (Дечански) је прогнан у Цариград, а Владислав је затворен 1316. године и онемогућен. Милутин је, изгледа, Константина прогласио за наследника. Ослепљени Стефан, међутим, није заборављен у Византији. Црквени кругови, нарочито Светогорци и бањски игуман Данило, утицали су на краља Милутина да промени свој став и допусти Стефану да се врати у Србију. Милутин му је на управу доделио жупу Будимљу (предео око Берана). После крунисања је дошло до борбе са Константином који није прихватио друго достојанство у држави. Изнудио је битку у којој је погинуо. Драгутинов син Владислав ослободио се заробљеништва и успоставио своју власт у очевим земљама. Носио је краљевску титулу и имао је двор са властитим достојанственицима. Није познато да ли је очеву државу обновио у пуном обиму. Свакако Владислав није управљао Усором и Соли јер се босански бан Стефан II помиње са титулом бана Усоре и Соли 17. јула 1323. године.

## Стефан II Котроманић
Стефан II Котроманић је у дубровачком документу из 17. јула 1323. године ословљен као господин Усоре и Соли. Релативно брзом успону Котроманића допринела је подршка угарског краља Карла Роберта (1310-1342) који је са власти уклонио Младена II Шубића. Најранија сачувана повеља Стефана Котроманића упућена је Вукославу Хрватинићу. Ту је босански бан ословљен као "син господина бана Стјепана, по милости божијој господин свим земљама босанским и Соли и Усоре и Доњим Крајевима и Хумској земљи господин". Титула господина изједначује се са латинском dominus naturalis, грчком титулом деспота као и угарском титулом ur. Господин је био независни владар. Стефан ју је узео како би истакао своју независност као босанског бана. Као господин, бан је у својој "милости" даровао баштинске поседе властели у замену за "верну службу". Међу сведоцима при склапању повеље из 1326. године помиње се и локална властела из области Усоре и Соли. Пре свега, ту је војвода Војко, велможа који се 1329/30. године помиње као војвода усорски. Такође се помиње и војвода босански Вук Штитковић. То сведочи о уздизању Усоре на ранг "матичне земље" Босне, што није случај са Доњим Крајевима и Солијем. Међу сведоцима из Солија се на првом месту јавља властелин Будош са титулом жупана, као врховни цивилни службеник. После њега следи челник Хлап. Нема поузданих података о функцији челника у Босни у овом периоду, али се може сматрати да је Хлап заповедао војним посадама тврђава и градских утврђења Солија.
Податке о Усори и Солију даје нам и трећа повеља Стефана Котроманића издата поводом његове женидбе са бугарском принцезом. Као награду за то што је предводио посланство на бугарском двору, кнез Гргур Стјепанић добио је неке поседе у Усори и Солију (1330). Војко и Будош помињу се и у овој повељи. Утврђујући начин решавања спорова између својих поданика и Дубровчана, Стефан је 1332. године поделио своју државу на "Босну, Завршје и Заврш". Под Завршјем (иза врхова) се овде подразумевају Усора и Соли.
Приликом свог боравка у Сребренику на Мајевици, бан Стефан је 15. марта 1333. године повељом уступио Дубровчанима Стон са Пељешцем у замену за 500 перпера годишње, као што је то учинио и српски краљ Душан (1331-1355) нешто раније. Међу сведоцима из Солија су и Хлапови синови Радослав и Штитко Хлаповић. У повељи Стефана из 1351. године Вуку и Павлу Вукославићу некадашњи сведоци "од Соли" сада се налазе међу сведоцима Усоре. Реч је о Прибиславу Хлапотићу и Стипоју Челничићу, синовима челника Хлапа и Поручену Прибиславићу, Прибиславовом сину. Земља Соли је била у потпуности укључена у састав земље Усоре.

## Твртко I Котроманић
Твртко I Котроманић у почетним годинама своје владавине (1353-1391) није имао власт над Усором и Соли. У интитулацији босанског бана нема ни помена ових територија до 1355. године. Тек се 1. новембра 1356. године помиње као dei gratia banus totius Bosne necnon et totius Vzure ac Solle. Угарски краљ Лајош I (1342-1382) потврдио му је власт над Усором и Соли у замену за Хумску земљу коју је Твртко угарском краљу предао као мираз уз Јелисавету, ћерку Стефана II Котроманића. Лоши односи са угарским краљем наступили су 1363. године када, под изговором искорењивања јереси, Лајош напада Босну. Један угарски одред напао је Усору (са Солијем). Међутим, сви напади угарског краља окончани су неуспехом. Међутим, непосредна последица угарског напада била је побуна властеле, на челу са Твртковим братунчетом Дабишом и Санком Милтеновићем, који на власт постављају Твртковог брата Вука. Твртко се, уз помоћ Лајоша са којим се измирио, успео до 1367. године вратити на престо. Улога коју је властела из Усоре и Соли имала у реституцији власти бана Твртка огледа се у повељи коју је бан издао кнезу Вукцу. Првих шест властелина наводе се као "добри Бошњани". Отприлике у то време настаје још једна босанска земља, Подриње. Подриње се везује за североисточне деловине Босанске бановине. У Усори су постојали и казнаци и тепчије. Све то указује са је Усора (са Солијем) била ослонац Тврткове власти, обухватајући чак три историјске области: Усору, Соли и Подриње.
O интензивном деловању фрањевачког реда сведочи број манастира који су основани и организовани у периоду од 1385. до 1390. године. Босанску фрањевачку викарију чинило је седам кустодија међу којима су и усорска и мачванска кустодија. Оне су се добрим делом налазиле на подручју Усоре (са Солијем). Усорска и мачванска кустодија су 1448. године спојене у једну, усорску кустодију чије је средиште био манастир Свете Марије у Зворнику. Усорска кустодија обухватала је шест манастира док је мачванска обухватала осам манастира.
Након Лајошеве смрти 1381. године Угарска је запала у грађански рат. Бан Твртко је до 1386. године подржавао краљицу-мајку Јелисавету Котроманић и њену ћерку Марију, као и свом пријатељу и куму Николи Горјанском. У замену за своју подршку, Твртку је припао Котор. Кренуо је у освајање хрватских и далматинских градова. Након пораза краљевске странке у бици код Горјана (25. јул 1386) босански владар је отворено пружио подршку побуњеницима на челу са Хорватима. У питању су загребачки бискуп Павле, Ладислав и мачвански бан Иваниш Хорват којима су се придружили и Иван Палижна и босански бискуп Јурај. Одметници су били у непосредном суседству Твртка и моравског кнеза Лазара који су им били ослонац против краљевих снага. До преокрета је дошло 1387. године када је син мачванског бана, Никола Горјански Млађи, у бици код Черевића, потукао браћу Хорвате, заробио Иваниша који се склонио у Пожегу. Иваниш успева да се ослободи и побегне код Твртка, а придружује им се и Јурај који је побегао из свог средишта у Ђакову. Краљ Жигмунд је у једном документу из 1387. године изјавио да ће кренути у борбу против одметнутог босанског "бана" (Твртка). На њега је послао Николу Горјанског Млађег и Стефана Корођија. Ова претходница поново је поразила Хорватије те Иваниш поново бежи бану Твртку. Твртко му је, према Мавру Орбину, дао неке поседе у Усори. Од градова које је добио, познат је једино Добор. Према Орбину, Твртко је лично повео војску против Угара, али је она поражена. Усорским трупама заповедао је Влатко Твртковић, војвода усорски.

## Распад централне власти
Твртко је умро марта 1391. године, а наследио га је Стефан Дабиша (1391-1395). Босна је након Косовског боја постала заштитни појас Угарске против Османског царства. Угарска војска ратује против Турака у источној Босни, на Гласинцу. Опис ове битке која је вођена крајем 1391. или почетком 1392. године сачуван је у повељи краља Дабише великом војводи Хрвоју Вукчићу. Међу сведоцима у овој повељи налази се и усорски кнез Доброслав Дивошевић. У повељи Дубровчанима из 1392. године Влатко Твртковић заузима високо друго место, одмах иза Хрвоја Вукчића. И у наредним повељама Дабише уочава се важност усорских владара у Босанској краљевини тог времена. Тврткова држава остала је неокрњена до 1393. године. Дана 20. јула 1394. године дошло је до чувене битке код Добора у коме су Жигмунд Луксембуршки и Никола Горјански Млађи освојили тврђаву Добор, тзв. "врата Босне" у Усори. Босански краљ потчинио се Жигмунду и признао га за сениора. Нови угарски напади уследили су 1398. године са намером да се уклони главни Жигмундов непријатељ у Босни, Хрвоје. Напади, међутим, нису уродили плодом. Босански краљ Стефан Остоја, наследник Дабишине удовице Јелене, тада је био смештен у Усори. Следеће године дошло је до смене на врху земље Усоре (и Солија). Влатко Твртковић и Вучихна Влатковић нестају из дипломатичких извора, а њихово место заузимају кнез Вукашин и његов брат Вукмир Златоносовић. За једног припадника породице Златоносовић чије име није познато била је удата сестра Хрвоја Вукчића. Њихови синови, Влађ и Стипан, учествовали су у Косовској бици у којој су заробљени. Након битке код Ангоре кружиле су вести да су се њих двојица успели ослободити заробљеништва. Жупан Драгиша Диничић био је вазал Златоносовића те се Подриње поново нашло у саставу Усоре и Соли. После збацивања Остоје са власти (1404), Хрвоје заузима кључне положаје у Подрињу. У нападу Жигмунда на Хрвоја из 1405. године, угарски војсковођа Иван Моровићки заузима град Сребреник. Сребреник је постао упоришна тачка угарске власти у Усори и Солију. Жигмундов рат против Босне добио је 9. новембра 1407. године одлуком папе Гргура XII карактер крсташког рата против неверника. До краја 1408. године Хрвоје је признао врховну власт угарског краља. Следеће године крунисан је за вицекраља Босне. Угари се од 1410. године све мање мешају у политичке прилике у Босни.
Херцег Хрвоје је у замену за титулу вицекраља морао Жигмунду предати градове Сребреницу, Кучлат, Бродар и Сусед у Усори (и Солију). Ови градови ће од 1412. године бити под влашћу "војводе Усоре" што значи да је Жигмунд поново успоставио непосредну угарску власт у Усори и Солију.

## Усора и Соли у 15. веку
Титулу усорског бана први је понео Иван Моровићки, бивши мачвански бан, чији су кастелани столовали у Сребренику на Мајевици. Од 1412. до 1417. године функцију је обављао Иван Горјански, брат Николе Горјанског Млађег. Изгледа да су Мачва и Усора поново биле уједињене као у 13. веку. Са гледишта угарских власти, то је била једна област која је обухватала Посавину. Напад херцега Хрвоја на поседе Сандаља Хранића, док се овај налазио у походу на истоку заједно са српским деспотом Стефаном Лазаревићем, послужио је Жигмунду као повод да га прогласи издајником и освоји његове територије у Славонији. Хрвоје у помоћ позива Турке. Између угарске и турске војске је 2. јула 1415. године вођена велика битка код Добоја у којој су Угари доживели тежак пораз. Заробљено је мноштво угарских великаша међу којима је и усорски бан Иван Горјански. У подели земаља убијеног Павла Раденовића, владара земље Босне, учествовали су и Златоносовићи као вазали угарског краља.
Из дубровачких извора сазнајемо да је Вукмира Златоносовића крајем 1424. године наследио брат Вукашин који се Дубровачкој републици неколико пута обраћао са молбом да му се пошаље доктор. Доктор Бартол је, међутим, одбијао да путује до Спрече где је столовао Вукашин. Деценију касније, 1434. године, се на челу Усоре помиње његова удовица Марија. Војвода Вукашин променио је спољну политику и покушао је да се приближи деспоту Стефану Лазаревићу, као и његовом наследнику, Ђурђу Бранковићу. Међутим, реакција босанског краља Твртка II уследила је тек неколико година касније. Твртко је 1425. године, користећи се нападом турског султана Мурата на Српску деспотовину, покушао да освоји Сребреницу. Међутим, пред војском Стефана Лазаревића морао је да бежи дубоко у своју земљу. Деспот Стефан је своју власт проширио на околину Сребренице. Турци следеће године у два наврата пустоше Усору. Подриње се нашло у саставу Српске деспотовине.
Првим падом Деспотовине 1439. године под власт султана по први пут долазе и његове територије у Подрињу које је нападао Стефан Вукчић, наследник Хрвоја. После "расапа" породице Златоносовића на историјску сцену ступа породица Станчић чији представник, Твртко Станчић, носи титулу војводе Усоре 1444. године са резиденцијом у граду Перину на Дрињачи. Станчићи нису столовали у Зворнику који је након обнове Српске деспотовине поново припао Ђурђу. Краљ Томаш је 1449. године у Добору склопио споразум са мачванским баном Иваном Корођијем обећавајући да ће помагати Јанка Хуњадија у борби против Турака. Међутим, Хуњади није могао да спречи напредовање енергичног турског султана Мехмеда Освајача. Мехмед је 1453. године освојио Цариград, а већ од наредне године предузима походе којима је државу Ђурђа Бранковића смањио за половину. Босански краљ Стефан Томаш примио је 1458. године вест о смрти Лазара Бранковића, Ђурђевог наследника. Међутим, он је 1460. године приморан да Турцима преда прелазе на Сави у замену за неке поседе у Срему и Вуковску жупанију. Годину дана раније Турци су освајањем Смедерева ставили тачку на постојање средњовековне српске државе.

## Османско-угарски ратови у северној Босни
Још на почетку османске офанзиве на Босну 1463. године страдао је усорски војвода Твртко Станчић. Тешко је страдала и остала усорска властела. Из Сребренице и Ходидједа турска војска упутила се ка срцу Босанске краљевине. Градови у Босни предају се Османлијама углавном без борбе о чему сведочи писмо трогирског кнеза млетачкој влади од 23. јуна 1463. године у коме каже да се Босна "предала не само без иједног топовског хица, већ без иједног исуканог мача".
Након пада Српске деспотовине (1459) и Босанског краљевства (1463), Угарска и Османско царство додиривале су се на широком фронту, од Омиша на Јадрану до Северина на Дунаву. Угарски краљ Матија Корвин (1458-1490) избегава директан сукоб са Турцима и склапа савез са Млетачком републиком. Млетачка се од 1463. године налазила у рату са Турцима. Значајан успех Корвинове војске јесте освајање града Јајце 25. децембра 1463. године. У Јајцу је формирано седиште Јајачке бановине. Јајачку бановину чинио је систем утврђења у долини Врбаса и Сане. Бановина је постојала до 1527. или 1528. године. Угарско-турски рат из 1464. године вођен је на територије Усоре и завршен је поразом турске војске. Турски хроничар Дурсун-бег оставио је податке о овом рату, нарочито о борбама око Зворника који је том приликом припао Турцима. Турци формирају Босански санџак. Зворник, Сребреница, Гостиља, Кушлат, Шубин и Осат су припали Смедеревском санџаку по порацима турског дефтера из 1476. године. Након успешних ратова из 1463/4. године Матија Корвин је створио управни дистрикт са центром у Сребренику. Сребреник је пао под турску власт 1512. године, дакле пре Јајачке бановине.
Турци су 1465. године формирали марионетску Босанску краљевину на чије чело је најпре дошао Матија Шабанчић, син Радивоја Остојића. Након његове смрти, краљ је 1471. године постао Матија Војсалић. Матија Војсалић припадао је породици Петра Војсалића, војводе Доњих Крајева. Напади угарског краља усмерени су на Шабац који је 1476. године освојен уз велике губитке. Матија је био последњи краљ кога је поставио турски султан. Територија Босанске краљевине прикључена је Османском царству 1476. године, а сам Војсалић спашен је интервенцијом угарских трупа Стефана Баторија. Из Шапца су Угари предузимали походе на босанске територије Османског царства. Посебно јак био је напад на Врхбосну у јесен 1480. године. Угарску војску предводио је титуларни српски деспот Вук Гргуревић, познатији као Змај Огњени Вук. Он се у два писма султану Бајазиту II (1481-1512) ословљава као "капетан босанских градова". Забележено је да је Змај Огњени Вук у свом походу на Србију из 1480/1. године превео 100.000 Срба у Угарску. Бројке се не помињу приликом напада на Врхбосну. Претпоставља се да је 1480. године створен и Зворнички санџак кога су чинила три кадилука Смедеревског санџака (Сребреница, Брвеник и Зворник). Укупно 23 нахије Зворничког санџака простирале су се на територији некадашњег босанског санџака, а Усори су припадале све изузев нахија јужно од Дрињаче. Река Босна одвајала је Босански и Зворнички санџак.
Град Добор налазио се под влашћу угарског краља. Није познато када Угари освајају Добор, могуће већ 1463. године. Крајем 15. века град је под влашћу Бериславића. Године 1500. Угарска се придружила Млетачкој републици у рату са Турцима. Војска деспота Јована Бранковића продире 1502. године у Босну и код Зворника наноси пораз Турцима. Мир је склопљен 1503. године. Споразум је истекао 1510. године када је склопљено примирје на још једну годину. Соко и Сребреник падају 1512. године чиме је нестала Сребреничка бановина. Нахија Сребреник први пут се јавља 1533. године. До тада су ове територије прикључене Зворничком санџаку. Под угарском влашћу је у северној Босни остао део од Посавине до ушћа реке Босне. Јајачка бановина пала је под османску власт 1528. године.

## Галерија
- Тврђава Сребреник
- Тврђава Добој